# Jan Evert Scholten

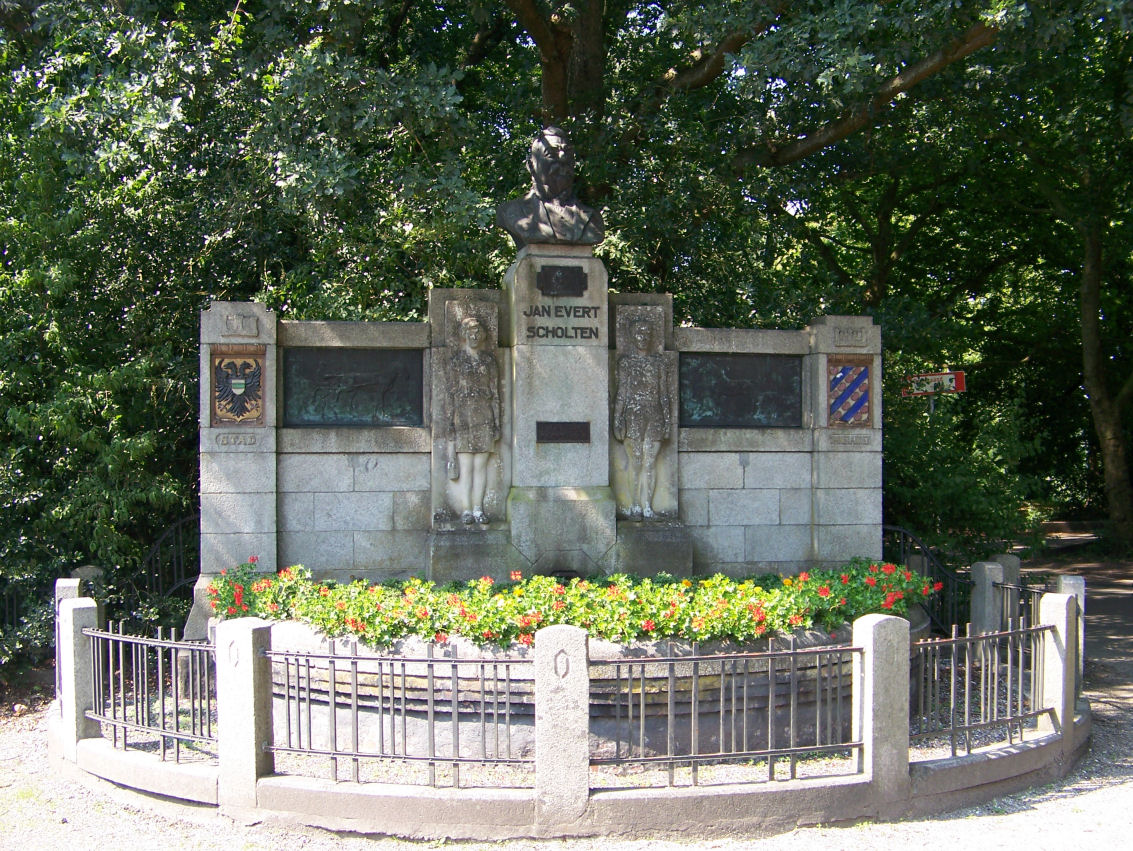
Het monument voor Jan Evert Scholten in het Stadspark in Groningen (2008)

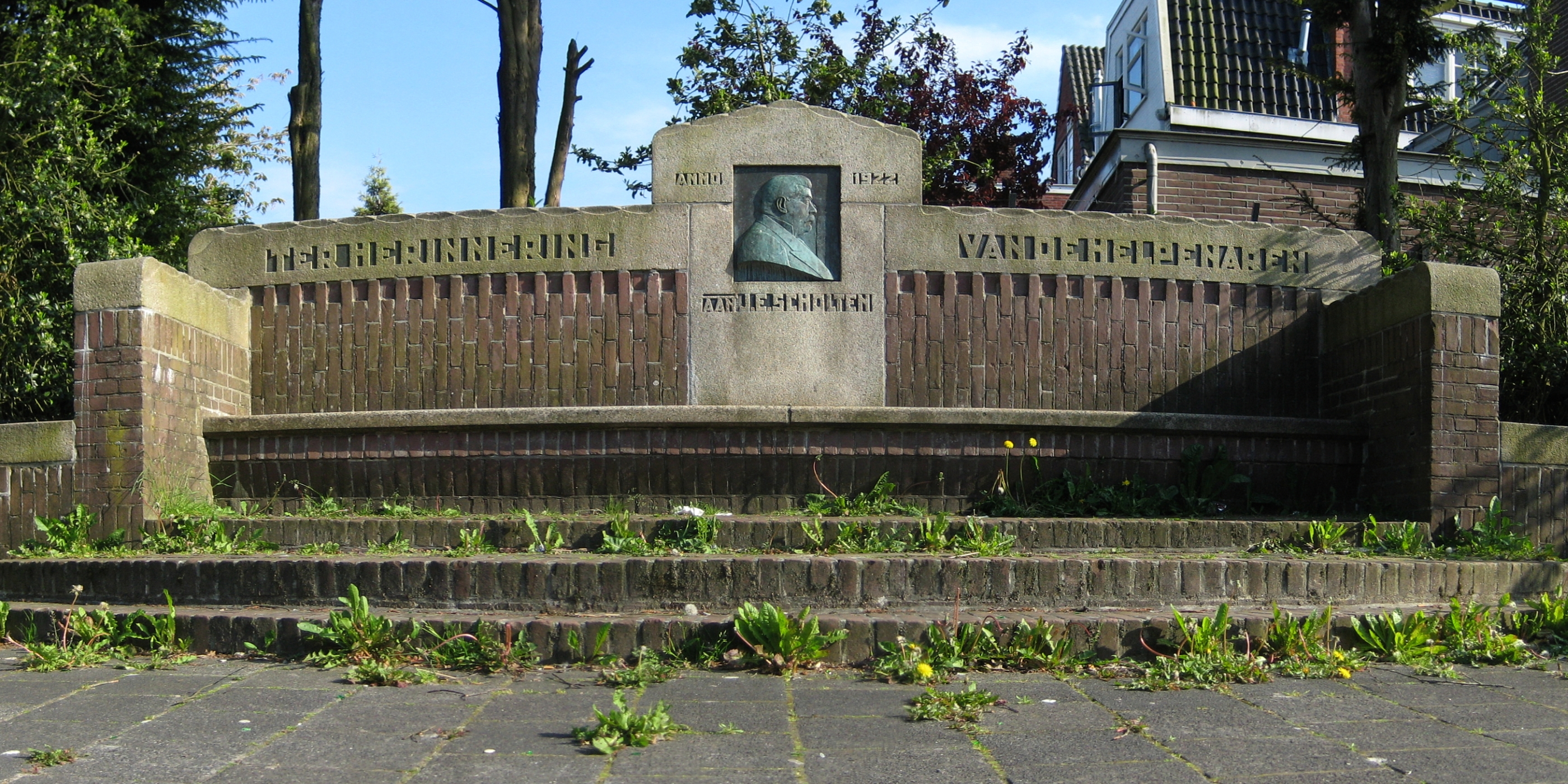
Monument voor J.E. Scholten aan de Helperbrink in Helpman (2010)

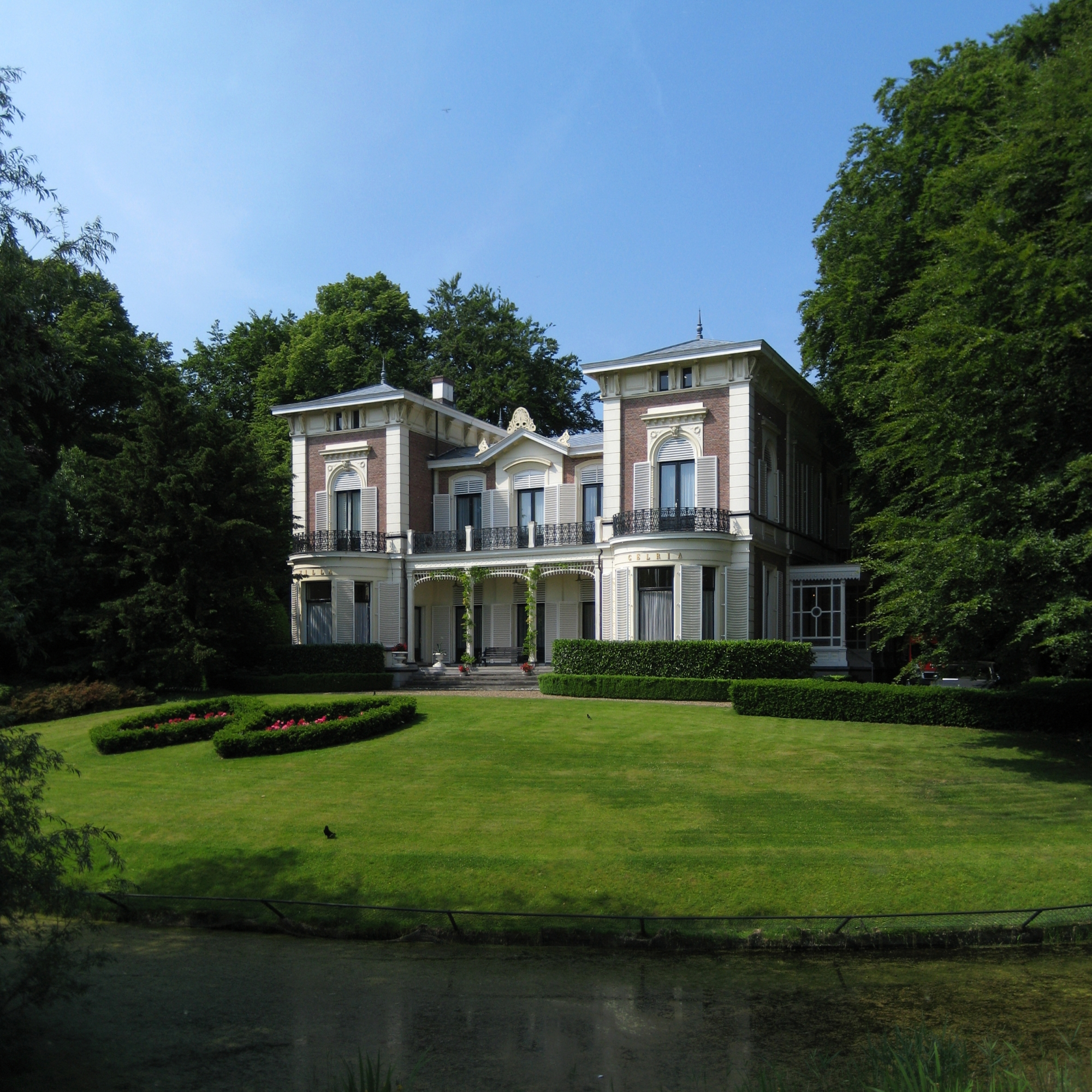
Villa Gelria (1873), Scholtens voormalige woonhuis aan de Verlengde Hereweg in Groningen (2009)

Jan Evert Scholten (Foxhol, 11 juni 1849 – Den Haag, 7 september 1918) was een Groninger industrieel.
Hij was zoon van de industrieel Willem Albert Scholten en Klaziena Sluis. In 1870 huwde Jan Evert Scholten de achttienjarige Geessien Mulder (1852-1944), dochter van houthandelaar Berend Pieters Mulder en Grietje Rummerink. In 1873 liet hij als 'buitenhuis' de Villa Gelria bouwen aan de Verlengde Hereweg. Tevens bezat hij vanaf 1881 een woonhuis aan de Grote Markt, het Scholtenshuis. Jan Evert erfde een fortuin als nalatenschap bij de dood van zijn vader in 1892 en werd daarmee een van de meest vermogende mannen in Nederland. Hij zette het vaderlijk bedrijf, het Scholten-concern, voort en breidde de industriële en zakelijke activiteiten verder uit.
De veengronden, door zijn vader aangekocht, werden onder zijn leiding geëxploiteerd via de N.V. Turfstrooiselfabriek en Veenderij Klazienaveen die hij in 1889 stichtte. Daarnaast richtte hij in 1896 de Noord-Nederlandsche Beetwortel Suikerfabriek in Hoogkerk op en begon hij samen met Frederik Faber Beukema de strokartonfabriek Beukema & Co in Hoogezand. In 1899 volgde de oprichting van een turfkartonfabriek in Klazienaveen. In 1912 richtte hij de Leeuwarder IJs- en Melkproductenfabriek (Lijempf) op, een vennootschap waarin hij zes melkfabrieken en gebouwen en het terrein van de voormalige strokartonfabriek in Leeuwarden inbracht. Daarnaast werden door zijn medeoprichters nog twee melkfabrieken ingebracht. 1919 werkten bij Lijempf 500 mensen.

## Maatschappelijk
Scholten zette zich in voor de bevordering van de landbouw en de veeteelt in de provincie Groningen. Politiek liet hij ook van zich spreken. Hij was van 1879 tot 1882 lid van de gemeenteraad van de stad, van 1886 tot 1892 lid van de Provinciale Staten en van 1902 tot 1910 lid van de Eerste Kamer.
In 1889 stelde Scholten buitenplaats De Braak in Paterswolde open voor het publiek. In 1892 stichtte hij de fabrieksschool der firma W.A. Scholten in de Walstraat, een school voor handenarbeid om de jongens van zijn personeel een nuttige tijdsbesteding te geven. Hij was betrokkenen bij en verleende financiële steun aan de "Groninger harddraverij- en renvereeniging".
In 1903 was hij voorzitter van de "Wereldtentoonstelling" in Groningen, de Nijverheidstentoonstelling met meer dan 200.000 bezoekers.
In 1905 richtte hij de Coöperatieve Verlichtingsfabriek te Helpman aan Emmastraat op om elektrische verlichting te brengen in de wijk. Hij was vanaf 1909 samen met J.A. Mulock Houwer betrokken bij de aanleg (1913-1926) van het Stadspark dat op door hem geschonken grond werd aangelegd. Hij was in 1913 stichter van de Vereniging Volkstuinen Tuinwijck. Ook was de initiatiefnemer in 1917 van de vereniging Grunneger Sproak.
Scholten gaf ook een belangrijke aanzet voor de toeristische ontwikkeling van het Paterswoldsemeer. Hij bouwde het buitenhuis de Paalkoepel (1908), richtte in 1912 van de Watersport Paterswolde op, liet de Meerweg asfalteren in 1916 en bouwde in 1917 de Buitensocieteit, het clubhuis van de zeilclub.
Ter eerbetoon werd in 1931 een monument van hem geplaatst op een prominente plek in het Stadspark. Ook in Helpman is een monument, een bank van natuursteen (1922), aan hem gewijd. Jan Evert Scholten heeft door zijn vele zakelijke, culturele en architectonische initiatieven een grote stempel gedrukt op de stad en de provincie Groningen. Ook op het schilderij De Paardenkeuring op de Grote Markt op de 28ste augustus uit 1920 van Otto Eerelman, neemt Jan Evert Scholten een prominente plaats in.

## Nazaten
Zijn oudste zoon, Willem Albert II (1871-1932), gaf vanaf 1900 operationele leiding aan aardappelzetmeelfabrieken en suikerfabriek van het Scholten-concern. Willem Albert II trouwde in 1900 met Rutgerdina Adolphine de Grave (1879-1953). Zijn jongste zoon, Johan Bernhard (1882-1966), was ongehuwd en kinderloos en liet een legaat van acht miljoen gulden na om het J.B. Scholtenfonds op te richten, waaruit culturele en wetenschappelijke activiteiten konden worden bekostigd. Dit fonds maakte ook de restauratie van het grafmonument van de familie op de Zuiderbegraafplaats in Groningen mogelijk.
Zijn schoonzoon Hermannus Ellens Oving (1868-1939), die getrouwd was met Scholtens dochter Cato Johanna (1877-1953), gaf vanaf 1900 leiding aan de strokartonfabrieken en turfstrooiselfabriek. In 1919 stichtte Hermannus de actieve kool fabriek Purit in Klazienaveen.
Na 1939 waren het niet-familieleden die de dagelijkse leiding in handen kregen van het familieconcern.

## Onderscheidingen
- Ridder in de Orde van de Nederlandse Leeuw
- Commandeur in de Orde van Oranje-Nassau (1906)
- Commandeur in de Leopoldsorde van België
- Commandeur in de Orde van Sint-Mauritius en Sint-Lazarus van Italië
- Grootofficier in de Orde van Verdienste voor de Landbouw en de Industrie van Portugal

- Biografisch Portaal: 03020535
- International Standard Name Identifier: 0000 0003 9057 5360
- Nederlandse Thesaurus van Auteursnamen: 073317721
- Parlement.com: vg09ll7sbozr
- Virtual International Authority File: 284232208
- WorldCat: E39PBJqKfQq6CpB4TBPpdVJbh3